# معرض بورغيزي

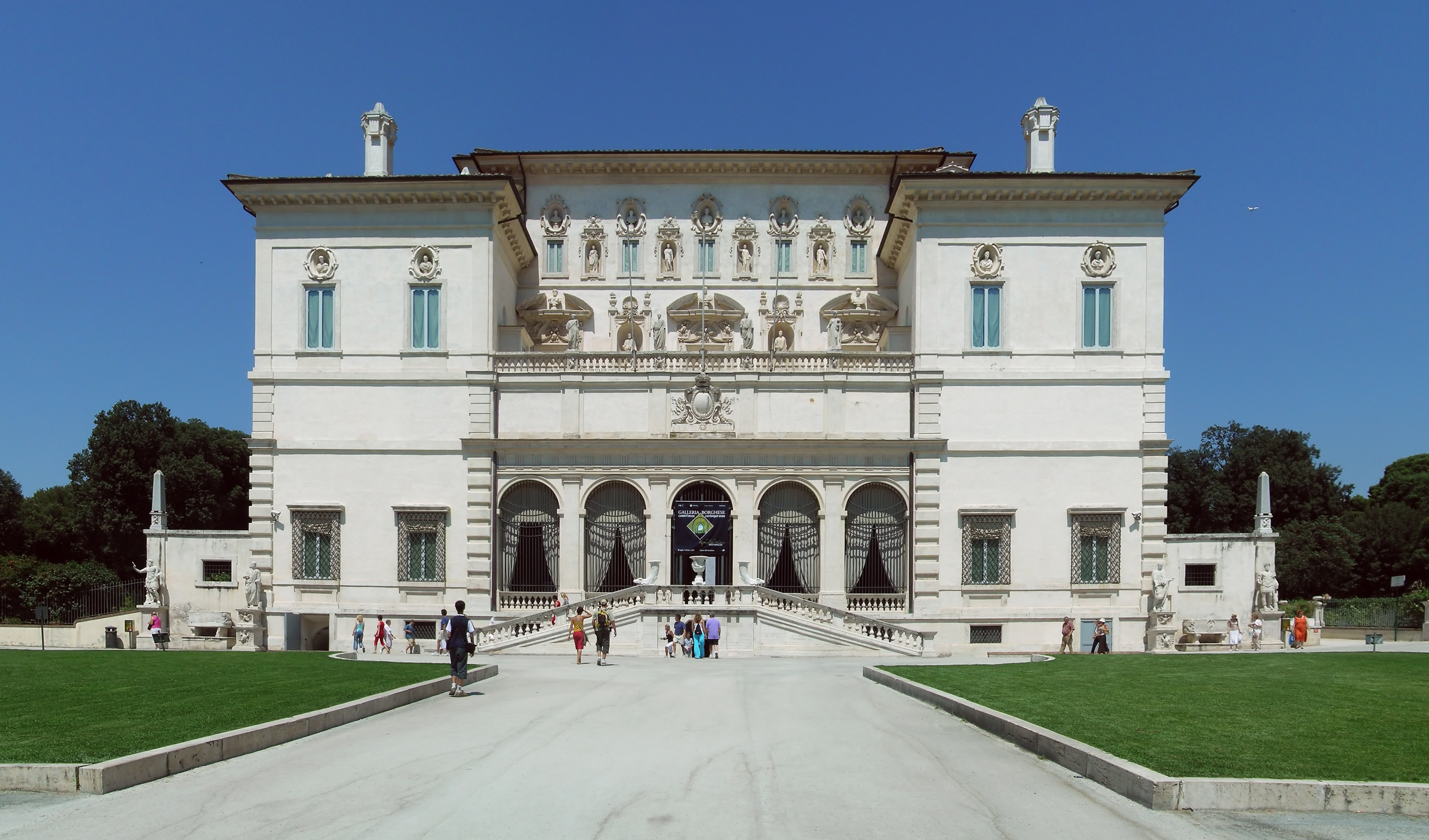
معرض بورغيزي

معرض بورغيزي (بالإيطالية : غاليريا بورغيزي) هو معرض فني يقع في روما، إيطاليا، ويستقر في المقر السابق لفيلا بورغيزي بونشيانا، وهو المبنى الذي كان سايقاً يعد وحدة متكاملة مع حدائقه المميزة المحيطة به والتي تعتبر في الوقت الحاضر مستقلة تماماً وتسمى من قبل السياح بحدائق فيلا بورغيزي.
و يضم غاليريا بورغيزي جزءاً كبيراً من مجموعة بورغيزي من اللوحات والمنحوتات والآثار، والتي بدأها الكاردينال سيبيوني بورغيز، ابن شقيق البابا بولس الخامس (حكم 1605-1621). وقد تم بناء الفيلا من قبل المهندس المعماري فلامينيو بونيتسيو، وتم تطوير المخططات من قبل سيبيوني بورغيزي نفسه، الذي استعمل الفيلا كفيلا في الضواحي تقع في الطرف على حافة روما.
وكان سيبيوني بورغيزي راعياً مبكراً لجان لورينزو برنيني وكان جامعاً نهماً لأعمال كارافاجيو والتي هي ممثلة تمثيلا جيدا في المجموعة المسماة ولد مع سلة من الفاكهة، والقديس جيروم، باخوس المريض وغيرهم.
و يتضمن المعرض لوحات أخرى لتيتيان مثل المذكرة المقدسة وتدنيس الحب.

## وصلات خارجية
- A Virtual Guide to the Borghese Galley
- Official website (Italian)
- Architecture and gardens on the Villa Borghese or Casino
- Reviews of Galleria Borghese
- Satellite photo — the Galleria Borghese is the villa in the center of the photograph surrounded by landscaped gardens.
- Roman Map of the area with related services نسخة محفوظة 15 سبتمبر 2007 على موقع واي باك مشين.